# Josip Andrić (muzikolog)
Josip Andrić (Bukin, 14. ožujka 1894. – Zagreb, 7. prosinca 1967.) (neki izvori navode 11. ožujka kao nadnevak rođenja) bio je bački hrvatski skladatelj, folklorist, sakupljač narodnog blaga i muzikolog. U hrvatskoj književnosti je ostavio trag kao putopisac, publicist, romanopisac, pjesnik i novelist. Autor je nekoliko biografija.

Uređivao, odnosno, bio je suradnikom u većem broju časopisa i listova.  Rodom je bio šokački Hrvat.
Prevodio je s češkog jezika.  Jedan je od hrvatskih prevoditelja koji su uvelike pridonijeli približavanju čeških tekstova hrvatskom čitateljstvu.  

## Životopis
Rodio se u bačkom selu Bukinu. Mati mu je bila iz sela Plavne, a jer je bio dosta vezan za to selo, posvetio mu je brojna djela.

Kasnije je živio u Požegi, koja mu je bila čestim motivom u njegovim djelima (bilo samo grad Požega, bilo požeška okolica).

U svom skladateljskom opusu ima 70 skladba za tambure, klavir i orkestar. Posebno je vrijedno spomenuti njegov rad s tamburaškim sastavima i općenito u svezi tamburaške glazbe, o kojoj je napisao nekoliko knjiga.

Autor je prve bunjevačke opere, "Dužijance", premijerno izvedene 1953. u subotičkom Narodnom kazalištu.

Kao folklorist je doprinio zapisivanju melodija iz požeškog kraja.

Uređivao je tjednik Obitelj.
Na sakupljanje narodnih pjesama bačkih Hrvata ga je potaklo to što je primijetio da je Franjo Kuhač u svojoj zbirci južnoslavenskih popijevaka zapisao 47 pjesama s područja Bačke, od čega samo 10 pjesama tamošnjih Hrvata. Dodatno je stvar pogoršala činjenica da nakon Kuhača nitko nije sustavno popisivao narodne melodije bačkih Hrvata, dok su za razliku od bačkih Hrvata, bački Srbi iznjedrili osobu koja je dokumentirala njihovu glazbu.
Melografski je obrađivao i dokumentirao bačke Šokce, a nakon što ga je Blaško Rajić upozorio u pismu da lijepih pjesama ima i kod bunjevačkih Hrvata, Andrić je svoj melografski program proširio na sve Hrvate u Bačkoj.
U političkom radu, mnogo je pridonio u jačanju prijateljskih sveza Hrvata sa Slovacima, o čemu su i drugi autori pisali radove (Gjuro Deželić).. Pored Slovaka, zalagao se za Irce, gradišćanske Hrvate i Lužičke Srbe. 

Na svim područjima crkvenog života je promicao je katolički preporod.

Pokretačem je akcije za proglašenje Nikole Tavelića za sveca, kojem je i podigao oltar u Jeruzalemu.
Umro je u Zagrebu 1967.

## Djela
(popis nepotpun)
- skladateljski rad
- Šijakinja, opera (libreto: Franjo Ciraki) (posvećeno Požegi)
- Na vrbi svirala, opereta (prva šokačka opereta) (posvećeno Plavni)
- Dužijanca, opera (prva bunjevačka opera)

- stručni rad
- Tamburaška glazba: historijski pregled, 1962.
- Slovačka slovnica
- Što je Papa Hrvatima

- književnički rad

## Priznanja
Par godina nakon njegove smrti, održan je simpozij u spomen Josipu Andriću. Nakon simpozija, idućeg dana, 1. rujna 1969. je podignuta u Plavni ispred crkve spomen-bista Josipa Andrića. 

26. travnja 1972., nepisanom odlukom Općinskog komiteta Saveza komunista Bača, bista je srušena, i to na urotničko-provalnički način (provalom u crkvene prostore). Posljedica je to bila trovačkog članka u NIN-u od 23. travnja 1972. i zlonamjernih Tanjug-ovih vijesti koje su zaredale.

2007., bista je ponovno postavljena.
Njemu u čast, nagrada (plaketa) koju se dodjeljiva na Festivalu hrvatske tamburaške glazbe se zove po njemu, plaketa "Dr Josip Andrić".

## Vanjske poveznice
- Medijska dokumentacija[neaktivna poveznica] Hrvatska riječ: Vraćena spomen-bista Josipa Andrića
- HKD sv. Jeronima  Arhivirana inačica izvorne stranice od 13. veljače 2008. (Wayback Machine)
- Josip Andrić  Arhivirana inačica izvorne stranice od 26. lipnja 2018. (Wayback Machine), Serbski institut